# Günther Rassmann

Günther Rassmann

Hans-Günther Rassmann (* 21. November 1909 in Dresden; † 29. Januar 1990 ebenda) war ein deutscher Ingenieurwissenschaftler mit den Arbeitsgebieten angewandte Metallphysik und Sonderwerkstoffe, Industrieunternehmer sowie Kunstsammler.

## Leben und Ausbildung
Hans-Günther Rassmann, später Günther Rassmann genannt, war der Sohn von Johannes Rassmann und dessen Ehefrau Helene Rassmann. Sein Vater war Teilhaber und kaufmännischer Leiter des Infesto-Werkes Rassmann und Goedecke sowie der Rassmann & Goedecke Eisengießerei GmbH in Berggießhübel bei Dresden. Seit 1941 war Hans-Günther Rassmann mit Hildegonda Rassmann, geborene Schmitz verheiratet. Der Ehe entstammen eine Tochter (* 1943) und ein Sohn (* 1953).
Von 1920 bis 1929 besuchte Hans-Günther Rassmann das Realgymnasium Annenschule in Dresden und erlangte dort die Hochschulreife. Daran anschließend studierte er an der Technischen Hochschule Dresden das Fach Maschinenbau und belegte bei William Minot Guertler zusätzlich die Fächer Werkstoffkunde und Röntgenkunde. Während dieser Zeit war Rassmann zugleich als Assistent am Institut von Georg Berndt tätig, nach dem später der „Berndt-Bau“ benannt wurde, wo traditionell die Werkstoffkunde beheimatet ist. Im Jahr 1939 schloss er sein Studium als Diplomingenieur (Dipl.-Ing.) ab.
Anschließend arbeitete er bis 1941 im Röntgenlabor von Gebhardt Wiedmann, wobei auch seine Dissertation entstand. 1942 wurde er mit einer Arbeit über die Bestimmung der Phasengleichgewichte in ternären Legierungen mittels Röntgenfeinstrukturanalyse zum Doktor-Ingenieur (Dr.-Ing.) promoviert.

## Tätigkeit in der Wirtschaft und als Unternehmer
1941 begann Günther Rassmann seine Forschungs- und Entwicklungstätigkeit bei der Heraeus-Vacuumschmelze AG in Hanau am Main bei Martin Kersten. Sein Arbeitsgebiet waren Werkstoffe mit besonderen physikalischen Eigenschaften unter Hervorhebung der weichmagnetischen. Hier betätigte er sich zugleich als Patentingenieur. Nach dem Ende des Zweiten Weltkrieges übernahm Rassmann als selbständiger Ingenieur und nunmehr nach dem Tod seines Vaters 1944 Miteigentümer des Infesto-Werkes und der Eisengießerei deren Leitung. Infesto stand für innen federnde Stopfbuchsen-Packungen. Hergestellt wurden diverse Gussteile und andere Metallteile für den Fahrzeugbau und auch für Flugzeuge, in Sonderheit Kolbenringe und Buchsen für Motoren aller Art und Verwendung. So waren zum Beispiel die Maybach-Motoren des Luftschiffes „Graf Zeppelin“ mit Kolbenringen von Infesto bestückt.
Dieses Werk, an verschiedenen Standorten in Sachsen beheimatet, wurde als Reparationsleistung größtenteils demontiert, teilweise wieder aufgebaut und produzierend, auf der Grundlage eines Volksentscheids in Sachsen von 1946 im Jahr 1947 enteignet und als staatlicher Betrieb VEB Infesto-Werk Dresden weitergeführt. 1993 wurde dessen Produktion eingestellt.
Rassmann hatte als Initiator und Berater wesentlichen Anteil an der Schaffung von Voraussetzungen für die Produktion von magnetischen Sonderwerkstoffen in der DDR. Für das damalige Ministerium für Transportmittelbau der DDR verfasste er 1947 spezielle Fachberichte über „Theorie, Werkstoff und Fertigung von Kolbenringen für Kraftfahrzeuge und Lokomotiven“ sowie über „Anwendung und Durchführung von Schleuderguss“.
1951 wurde Rassmann des Wirtschaftsverbrechens angeklagt, in Untersuchungshaft genommen, er kam „mangels genügend Anlass“ wieder frei. Zuvor hatte der bekannte Maler und Grafiker Hans Grundig – er wie seine jüdische Frau, die Malerin und Grafikerin Lea Grundig, Verfolgte und Inhaftierte im „Dritten Reich“ – 1946 in einem Schreiben an das zuständige Ministerium über ihn Auskunft erteilt: „Herr Günther Rassmann ist mir seit 1936 als aktiver Antifaschist bekannt und hat mir und meiner Frau in vieler Beziehung geholfen. Durch seine uneigennützige finanzielle Hilfe waren meine Frau und ich überhaupt erst in der Lage, unsere Arbeit, die wir heute zeigen können, durchzuführen. Da wir von fast allen Freunden verlassen waren, war seine freundliche Hilfe doppelt wertvoll.“

## Technische Universität Dresden
Rassmann sah für sich in der Wirtschaft keine Perspektive und wandte sich seinen Interessen folgend der akademischen Lehre und Forschung zu. Bereits im Jahr 1947 erhielt er an der Technischen Hochschule Dresden einen Lehrauftrag für Grundlagen der Metallkunde und für Spezialvorlesungen über Werkstoffe mit besonderen physikalischen Eigenschaften. 1962 habilitierte er sich an der TU Dresden mit einer Arbeit über ferromagnetische Werkstoffe. 1969 wurde er zum Honorarprofessor für Sonderwerkstoffe an der TU Dresden ernannt. Seine Hochschultätigkeit übte er bis 1974 aus, als er altersbedingt ausschied.

## Forschungsinstitut für Metallische Spezialwerkstoffe an der Akademie der Wissenschaften

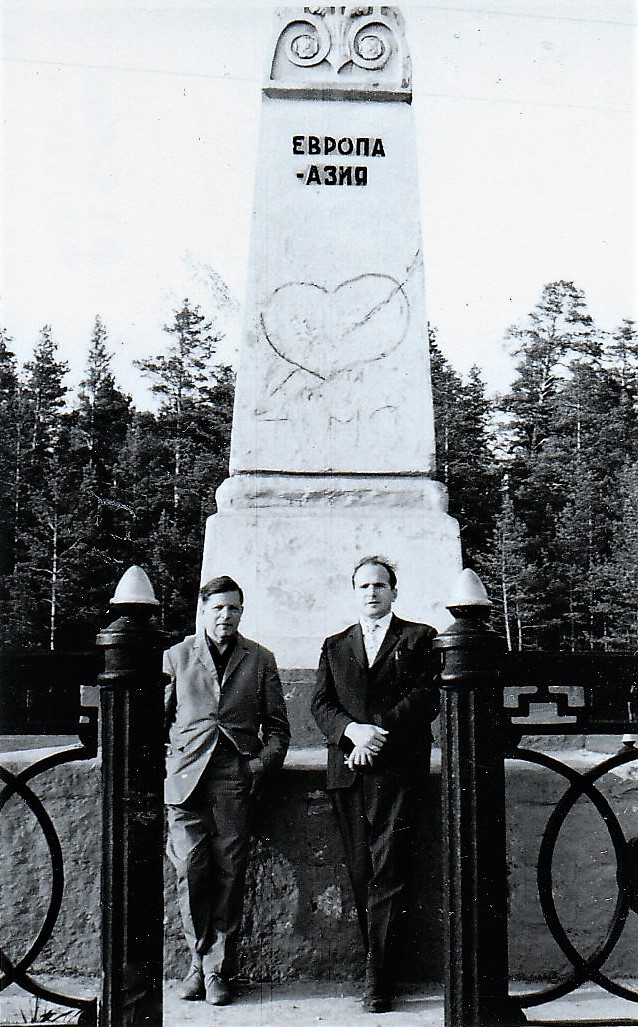
Günther Rassmann (links) mit seinem ehemaligen Doktoranden Ulrich Hofmann vor einem Grenzstein Europa-Asien im Ural bei Jekaterinburg (etwa 1965)

Im Jahr 1952 gründeten Friedrich Eisenkolb und Günther Rassmann das Forschungsinstitut für Metallische Spezialwerkstoffe Dresden, ursprünglich als Industrieinstitut und seit 1957 der Deutschen Akademie der Wissenschaften zu Berlin (DAW) zugeordnet. Eisenkolb übernahm das Direktorat und den Bereich Pulvermetallurgie, Rassmann die Stellvertretung und den Bereich Physikalische und Chemische Grundlagen der Spezialwerkstoffe. 1969 wurde das Forschungsinstitut Teil des Zentralinstituts für Festkörperphysik und Werkstoffforschung (ZFW) und ist somit gegenwärtig Teil im 1992 aus dem ZFW gegründeten  Leibniz-Institut für Festkörper- und Werkstoffforschung (IFW).

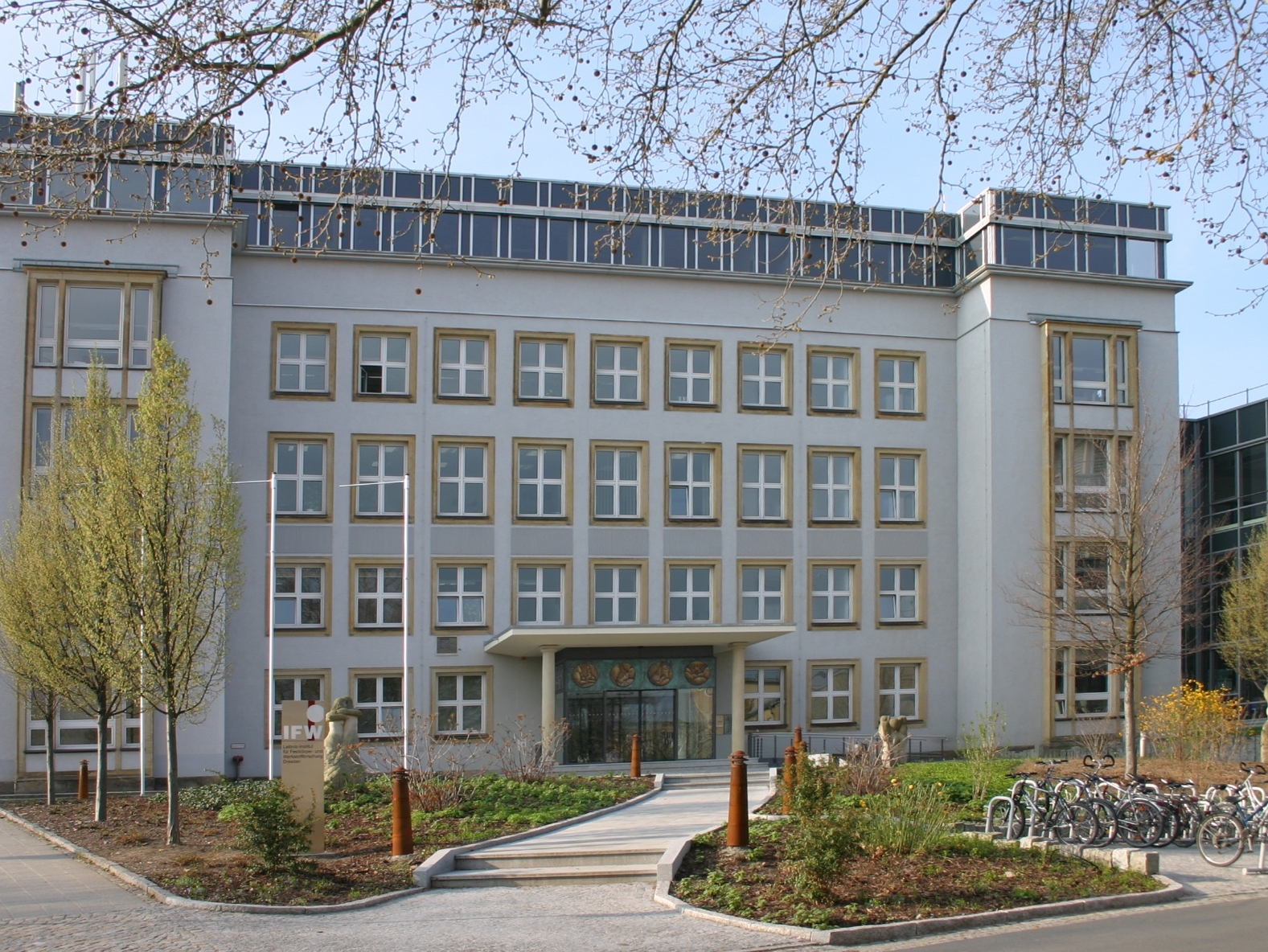
Leibniz-Institut für Festkörper- und Werkstoffforschung (IFW) Dresden, Hauptgebäude Helmholtzstraße 20 (2007)

Wissenschaftliche Kenntnisse, gepaart mit praktischen Erfahrungen und einem ausgeprägten Verständnis für Werkstoffe, bildeten die Grundlagen der langjährigen Forschungstätigkeit von Rassmann. Im Mittelpunkt seiner Arbeiten standen: weich- und hartmagnetische Werkstoffe, Transformatoren-Werkstoffe, temperaturkompensierende und Ausdehnungs-Werkstoffe, aushärtende und superplastische Werkstoffe, Kontaktwerkstoffe sowie Hochfeld-Hochstrom-Supraleiter-Werkstoffe; im Allgemeinen die Zusammenhänge zwischen chemischer Zusammensetzung, Struktur, technologischer Behandlung und Eigenschaften von metallischen Legierungen. Seine Forschungsergebnisse und die seiner Mitarbeiter fanden Anwendung in der industriellen Praxis, in hohem Maße im Halbzeugwerk Auerhammer in Aue. Seine Mitarbeit und sein Rat waren in wissenschaftlichen wie technischen Gesellschaften und in staatlichen Gremien gefragt.
Mitte der 1960er Jahre folgte Rassmann einer Einladung des hochdekorierten sowjetischen theoretischen Physikers Sergei Wonsowski nach Jekaterinburg (damals Swerdlowsk), um in Begleitung von Ulrich Hofmann dort dessen Akademie-Institut für Metallphysik zu besuchen und wissenschaftliche Erfahrungen auszutauschen. Wonsowski weilte auch in Dresden, und der wechselseitige wissenschaftliche Meinungsaustausch wurde über viele Jahre postalisch geführt. Wonsowski wurde Mitglied der Akademie der Wissenschaften der DDR und zugleich Mitglied der Deutschen Akademie der Naturforscher Leopoldina in Halle (Saale).
Günther Rassmann betreute wissenschaftlich zahlreiche Forscher in seinem Institut. Zu nennen sind hier besonders: Roland Wittig, Otto Henkel, Harry Wich, Peter Klemm, Ulrich Hofmann, Manfred Müller, Peter Müller sowie Lothar Illgen.
Im Zusammenhang mit der Emeritierung von Friedrich Eisenkolb 1966 wurde auch Günther Rassmann als stellvertretender Institutsdirektor abberufen. Seine Forschungstätigkeit, seine Zusammenarbeit mit Mitarbeitern des Instituts und die Betreuung von Doktoranden setzte er als Leiter des Bereiches Sonderwerkstoffe bis zur Erreichung seines 65. Lebensjahres 1974 uneingeschränkt fort. Seine Haltung gegenüber der gesellschaftlichen Ordnung und der Politik in der DDR war kritisch und bewegte sich im Rahmen des Erlaubten. Seinen Lebensabend verbrachte er gemeinsam mit seiner Frau in ihrer Villa auf den Elbhängen von Loschwitz in Dresden.

## Privater Kunstsammler
Günther Rassmann begann als Kenner und Liebhaber der Künste bereits in jungen Jahren mit der Sammlung von Kunstwerken vorrangig Dresdener Maler und Grafiker. Sie fanden ihren Platz in den geräumigen Wohnhäusern der Familie. Er regte Ausstellungen von Künstlern in der TH/TU und im Institut an, ebenso Kunstgespräche mit diesen sowie Ankäufe von deren Werken. Er besuchte Künstler in ihren Ateliers und pflegte mit ihnen persönliche Freundschaften. Seine besondere Beachtung fand das Schaffen von Hans und Lea Grundig, Helmut Schmidt-Kirstein, Hermann Glöckner, Willy Wolff, Curt Querner und vielen anderen. Unter diesen waren auch Künstler, die am Anfang ihrer Karriere standen oder auf dem Weg der Anerkennung waren beziehungsweise politisch Widerspruch erfuhren. Nach Günther Rassmann gelangten und gelangen die Werke aus seiner Sammlung nach und nach in den Kunsthandel, wo Interessenten fündig wurden beziehungsweise werden.

## Mitgliedschaften und Auszeichnungen
- Mitglied im Vorstand der Gesellschaft Deutscher Berg- und Hüttenleute
- Mitglied im Vorstand der Montanwissenschaftlichen Gesellschaft
- Mitwirkender in Zentralen Arbeitskreisen (ZAK) des Forschungsrates der DDR
- Verdienter Techniker des Volkes (1956)
- Nationalpreis der DDR III. Klasse für Wissenschaft und Technik (1974).[8]

## Ausgewählte Publikationen
Aus der Forschungstätigkeit von Günther Rassmann sind über 100 wissenschaftliche Veröffentlichungen und Beiträge in Monografien hervorgegangen.
- mit R. Wittig: Magnetische Werkstoffe.  In: Friedrich Eisenkolb (Hrsg.): Die neuere Entwicklung der Pulvermetallurgie. Verlag Technik, Berlin 1955, S. 430–443.
- Die Entwicklung anisotroper Transformatorenbleche in der Deutschen Demokratischen Republik.  Deutsche Elektrotechnik 7 (1957), S. 296–304.
- mit O. Henkel: Weiterentwicklung verformbarer Eisen-Nickel-Chrom-Dauermagnetlegierungen.  Berichte der Arbeitsgemeinschaft Ferromagnetismus 1958. Dr. Riederer-Verlag, Stuttgart 1959, S. 120–126.
- mit H. Wich: Einfluss von Kaltverformung und Wärmebehandlung auf die elektrischen und magnetischen Eigenschaften von Fe-Al-Legierungen.  Z. angew. Physik 13 (1961) 4, S. 172–174.
- mit O. Henkel: Dauermagneteigenschaften von verformbaren Eisen-Mangan-Titan-Legierungen.  Verlag Stahleisen, Düsseldorf 1962.
- mit O. Henkel: Zur Mikromagnetik kaltverformter Fe-Ni-Cr-Legierungen.  Z. angew. Physik 14 (1962), S. 245–248.
- mit H. Wich: Verein Deutscher Eisenhüttenleute. Werkstoffausschuss: Bericht des Werkstoffausschusses des Vereins Deutscher Eisenhüttenleute. Teil: Nr. 1309, Die elektrischen und magnetischen Eigenschaften von Eisen-Aluminium-Legierungen im Zusammenhang mit ihrer Struktur.  Verlag Stahleisen, Düsseldorf 1962.
- mit P. Klemm: Kaltgewalzte magnetisch isotrope Bänder aus Fe-Si-Legierungen mit 3–6% Si.  Neue Hütte 8 (1963), S. 538–544.
- mit H. Wich: Einfluss des Ordnungszustandes von Eisen-Kobalt-Legierungen auf magnetische und mechanische Eigenschaften.  Über wissenschaftliche Grundlagen der modernen Technik, Reihe A, Bd. VII, Metallische Spezialwerkstoffe. Akademie-Verlag, Berlin 1963, S. 142–155.
- Festigkeitssteigerung durch thermomechanische Behandlung von Stählen. Neue Hütte 10 (1965), S. 413–422.
- mit U. Hofmann: Zusammensetzung, Ordnungszustand und Eigenschaften höchstpermeabler Nickel-Eisen-Basislegierungen. In: Magnetismus. Deutscher Verlag für Grundstoffindustrie, Leipzig 1967, S. 176–198.
- mit U. Hofmann: Classification of High-Permeability Nickel-Iron-Alloys. Journ. Appl. Phys. Vol. 39. No 2 (Part I) 603–605. 01. Febr. 1968.
- mit P. Müller: Bedingungen des Auftretens von Superplastizität.  Neue Hütte 13 (1968) 557–558.
- mit P. Müller, G. Hufnagel: Superconducting transition temperature of Nb3Sn strip samples after short time heat treatments.  Phys.Stat. Sol. A 2 (1970) 2, K105–107.
- mit L. Illgen: Zum Zusammenhang zwischen Gefüge und kritischer Stromdichte bei supraleitenden Titan-Niob-Legierungen mit Zusätzen von β-Stablisatoren.  Neue Hütte 18 (1972), S. 33–40.
- mit P. Müller: Zum Zusammenhang zwischen Sprungtemperatur und kritischer Stromdichte von supraleitenden Drähten auf der Basis von intermetallischen Phasen vom β-W-Typ.  J. Iess common metals 39 (1975), S. 335–339.
- mit H. Wibbeler, W. Schatt: Nickel-Eisen-Kobalt-Legierungen mit stufenförmiger Hystereseschleife.  Z. Metallkde. 70 (1979) 1, S. 21–25.